# Litteraturåret 1856

## Priser och utmärkelser
- Svenska Akademiens stora pris – Johan Börjesson[1]

## Nya böcker
- De vandrande djäknarne av Viktor Rydberg
- Hertha av Fredrika Bremer
- Hemma! av Onkel Adam
- Les Contemplations av Victor Hugo

## Födda
- 5 maj – Ada Rydström (död 1932), svensk lokalhistoriker.
- 22 juni – Henry Rider Haggard (död 1925), engelsk författare.
- 26 juli – George Bernard Shaw (död 1950), irländsk författare, nobelpristagare 1925.

## Avlidna
- 17 februari – Heinrich Heine (född 1797), tysk författare.
- 20 juli – Emil Aarestrup (född 1800), dansk poet.

### Fotnoter
1. ↑  Almanack för alla 1911